# República Popular China en los Juegos Olímpicos de Lake Placid 1980
La República Popular China estuvo representada en los Juegos Olímpicos de Lake Placid 1980 por un total de 24 deportistas que compitieron en 5 deportes.
El portador de la bandera en la ceremonia de apertura fue el patinador de velocidad Zhao Weichang. El equipo olímpico chino no obtuvo ninguna medalla en estos Juegos.